# Cappella Brivio

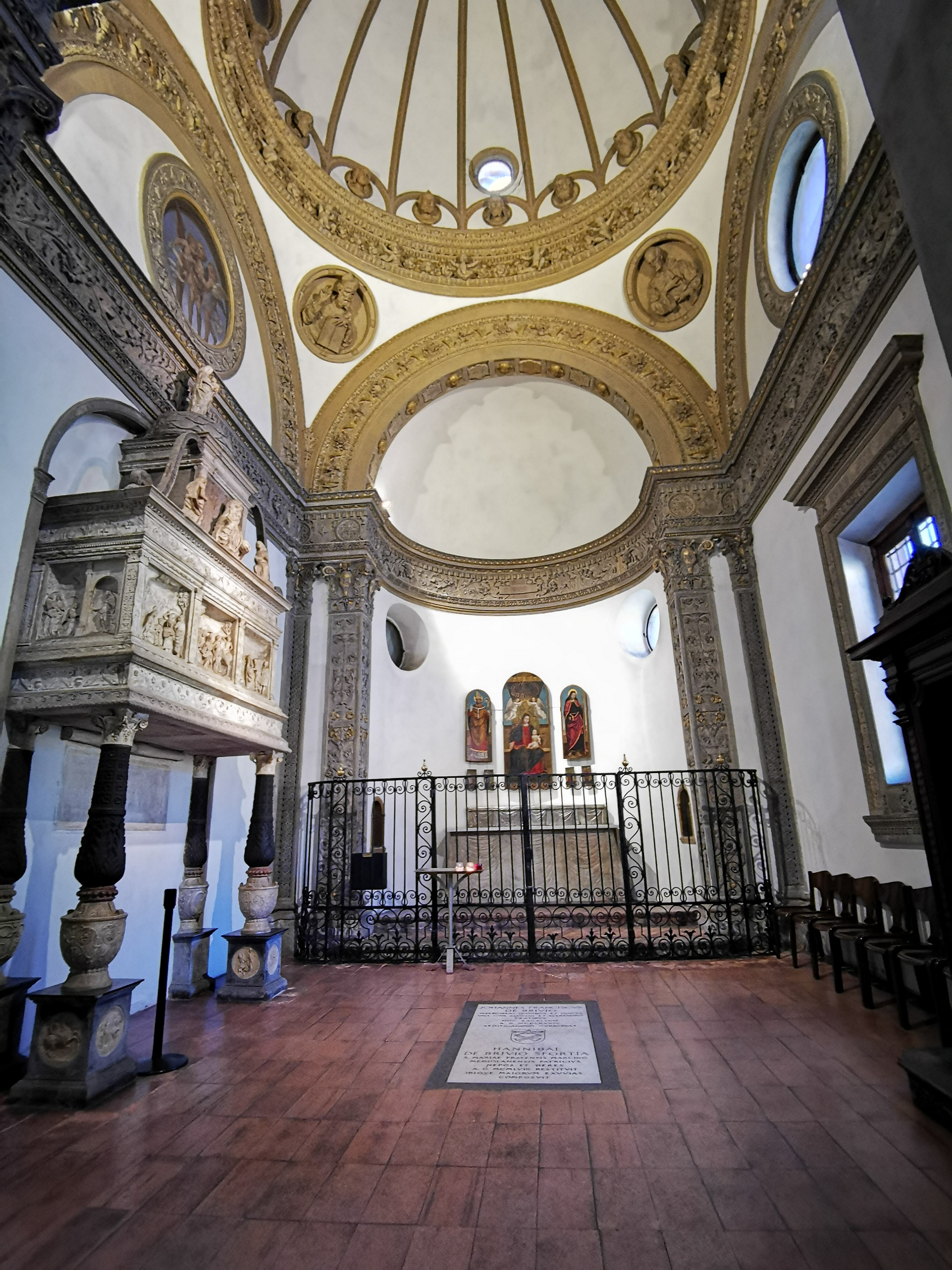
Vista d'insieme della cappella

La cappella Brivio è una cappella situata nella basilica di Sant'Eustorgio, a Milano.

## Storia e descrizione
La cappella fu innalzata per volere di Giacomo Stefano Brivio, consigliere ducale presso la corte degli Sforza, tra il 1483 e il 1489: il committente non poté vedere compiuta l'opera, che venne quindi supervisionata dagli eredi, tra cui Giovanni Francesco. La cappella fu quindi intitolata a San Giacomo il Maggiore, Sant'Enrico abate e San Rocco. Fu restaurata e leggermente modificata nel 1836, per interesse di Annibale Brivio, lontano discendente dei committenti del mausoleo, e l'altare sostituito.
Dall'esterno, la cappella si presenta come un parallelepipedo sormontato da un tiburio ottagonale che termina in una lanterna, mentre sul lato presenta un'abside circolare. La cappella, attribuita a Lazzaro Palazzi, si ispira alle forme della cappella Portinari sempre in Sant'Eustorgio: come questa presenta una pianta quadrata sormontata da una cupola a sedici spicchi costolonati. Le pareti vengono inoltre decorate con fregi a formare archi a tutto sesto sulla cui cima poggia la cupola: a collegare le basi degli archi vi è un fregio, e nello spazio formato tra il fregio alla base e l'arco vi sono oculi che riprendono la soluzione adottata nella cappella dei Pazzi. La decorazione si presenta tuttavia in forme rinascimentali più mature che evitano le sgargianti decorazioni del primo rinascimento lombardo influenzato dal tardo gotico lombardo fiammeggiante.
Di fronte all'ingresso della cappella è presente un'abside semicircolare, che si distacca così dal modello rinascimentale con scarselle della vicina cappella Portinari, dove è presente l'altare ed il trittico del Bergognone raffigurante Madonna con Bambino, san Giacomo apostolo e sant'Enrico, mentre sul lato sinistro è collocato il monumento funebre a Giacomo Brivio, scultura funeraria rinascimentale realizzata da Francesco Cazzaniga e Benedetto Briosco.